# Mustapha (Queen)
Mustapha è un singolo del 1979 dei Queen, gruppo rock britannico, facente parte dell'album Jazz del 1978.
Scritto da Freddie Mercury con forti influenze arabe, il disco uscì solo in Bolivia, Germania, Jugoslavia e Spagna; ogni versione nei vari paesi ha una copertina differente dall'altra. Il lato B è Dead on Time, mentre in Jugoslavia, il secondo brano è In Only Seven Days.
Le parole del testo consistono in un misto di inglese, arabo, persiano e qualche parola inventata. Alcune delle parole intelligibili nella canzone sono "Mustapha", "Ibrahim" e le frasi "Allah, Allah, Allah we'll pray for you", "salaam alaykum" e "alaykum salaam".

## Formazione
- Freddie Mercury – voce, cori, pianoforte
- Brian May – chitarra
- Roger Taylor – batteria
- John Deacon – basso